# Histanocerus
Histanocerus (лат.) — род жесткокрылых семейства Pterogeniidae. Около 15 видов.

## Распространение
Юго-Восточная Азия (Индонезия, Малайзия) и Новая Гвинея.

## Описание
Мелкие жуки-микофаги. Длина тела от 1,65 до 4,05 мм. Основная окраска тела коричневая. Усиковая ямка удлинённая, килеватая снизу, на вершине не ограничена; усиковая булава плотная, за исключением антенномера 11, сильно поперечная, членики уплощённые. Переднеспинка с закругленными или тупыми передними углами; боковая борозда без ямковидных точек; основание без ямок. Передние голени сильно расширены на вершине, с толстыми шипами на переднем крае. Лоб с отчетливыми боковыми вздутиями. Скапус усика асимметричный. Эпиплевра сужена на вершине. Живут на или внутри плодовых тел грибов-трутовиков (семейство Полипоровые, Polyporaceae).

## Систематика
Род включает около 15 видов, но более ста лет он оставался монотипическим. Род вместе с типовым видом был впервые выделен в 1858 году русским энтомологом Виктором Ивановичем Мочульским (1810—1871), а его валидный статус подтверждён в ходе ревизии, проведённой в 1992 году швейцарскими колеоптерологами Дэниелем Буркхардтом (Naturhistorisches Museum, Базель, Швейцария) и Иваном Лёблом (Музей естественной истории Женевы, Женева, Швейцария). Филогенетический анализ 1992 года даёт следующую группировку родов на кладограмме: (Kryptogenius + (Tychogenius + (Katagenius + (Pterogenius + Histanocerus)))):
- Histanocerus abnormis (Gebien, 1925)
- Histanocerus brendelli Burckhardt & Löbl, 1992
- Histanocerus cochlearis Burckhardt & Löbl, 1992
- Histanocerus convexus Burckhardt & Löbl, 1992
- Histanocerus deharvengi Burckhardt & Löbl, 1992
- Histanocerus fleaglei Lawrence, 1977
- Histanocerus gigas Burckhardt & Löbl, 1992
- Histanocerus hecate Burckhardt & Löbl, 1992
- Histanocerus minutus Lawrence, 1977
- Histanocerus olexai Burckhardt & Löbl, 1992
- Histanocerus pubescens Motschulsky, 1858
- Histanocerus smetanai Burckhardt & Löbl, 1992
- Histanocerus wallacei Burckhardt & Löbl, 1992
- Histanocerus werneri Lawrence, 1977